# Chiesa di San Pietro in Banchi
La chiesa di San Pietro in Banchi è un edificio religioso del centro storico di Genova, situata in piazza Banchi, nel quartiere del Molo.

## Storia
La chiesa di San Pietro in Banchi nella sua struttura attuale risale alla fine del Cinquecento, quando fu costruita, a partire da un progetto del 1572, nel luogo dove secoli prima già sorgeva un edificio religioso, distrutto alla fine del XIV secolo durante le lotte di fazione tra guelfi e ghibellini.

### La chiesa antica
L'antica chiesa, nota come San Pietro della Porta, perché posta accanto ad una delle porte della cinta muraria carolingia, innalzata nell'804 alla foce del torrente detto riale di Soziglia, secondo alcune fonti sarebbe stata costruita nel IX secolo sul sito di un antico tempio pagano.
Venne fondata da un chierico di nome Agostino, che la donò come cella monastica ai monaci dell'abbazia di San Colombano di Bobbio, i quali in seguito ne ampliarono la costruzione. Esistente già dall'862, come risulta da un estimo, forniva al monastero bobiense parte delle sue entrate. I possedimenti posti nel Riale di Soziglia e dintorni, erano organizzati e coltivati da sei massari ed annualmente riforniva Bobbio con castagne, olio, fichi in resta, vino e 200 cedri ed altre derrate.
L'ultima notizia della cella monastica autonoma come dipendenza diretta dell'abbazia di Bobbio risale ad un diploma del 30 luglio 982 mentre in un diploma successivo dell'imperatore Ottone II, del 1º ottobre 998, non compare più fra i beni del monastero bobiense. Da ciò si può datare il passaggio ai beni della nascente abbazia di Santo Stefano, sempre di fondazione bobiense.
Nel 1125, al tempo del vescovo Sigifredo, la chiesa si emancipa dall'abbazia di Santo Stefano passando alla cattedrale di S. Lorenzo. Il passaggio, descritto in un'antica epigrafe murata nella chiesa, attesta il riscatto dietro il pagamento di 50 lire
Nel 1398 l'edificio fu distrutto da un incendio appiccato alle case adiacenti ed ai portici dove erano i "banchi" dei banchieri, durante uno scontro fra guelfi e ghibellini; le funzioni parrocchiali furono trasferite alla vicina chiesa di S. Paolo in Campetto (oggi scomparsa). Nel XV secolo l'edificio ormai in rovina fu demolito e al suo posto la famiglia Lomellini fece erigere uno dei suoi palazzi.

### La chiesa moderna

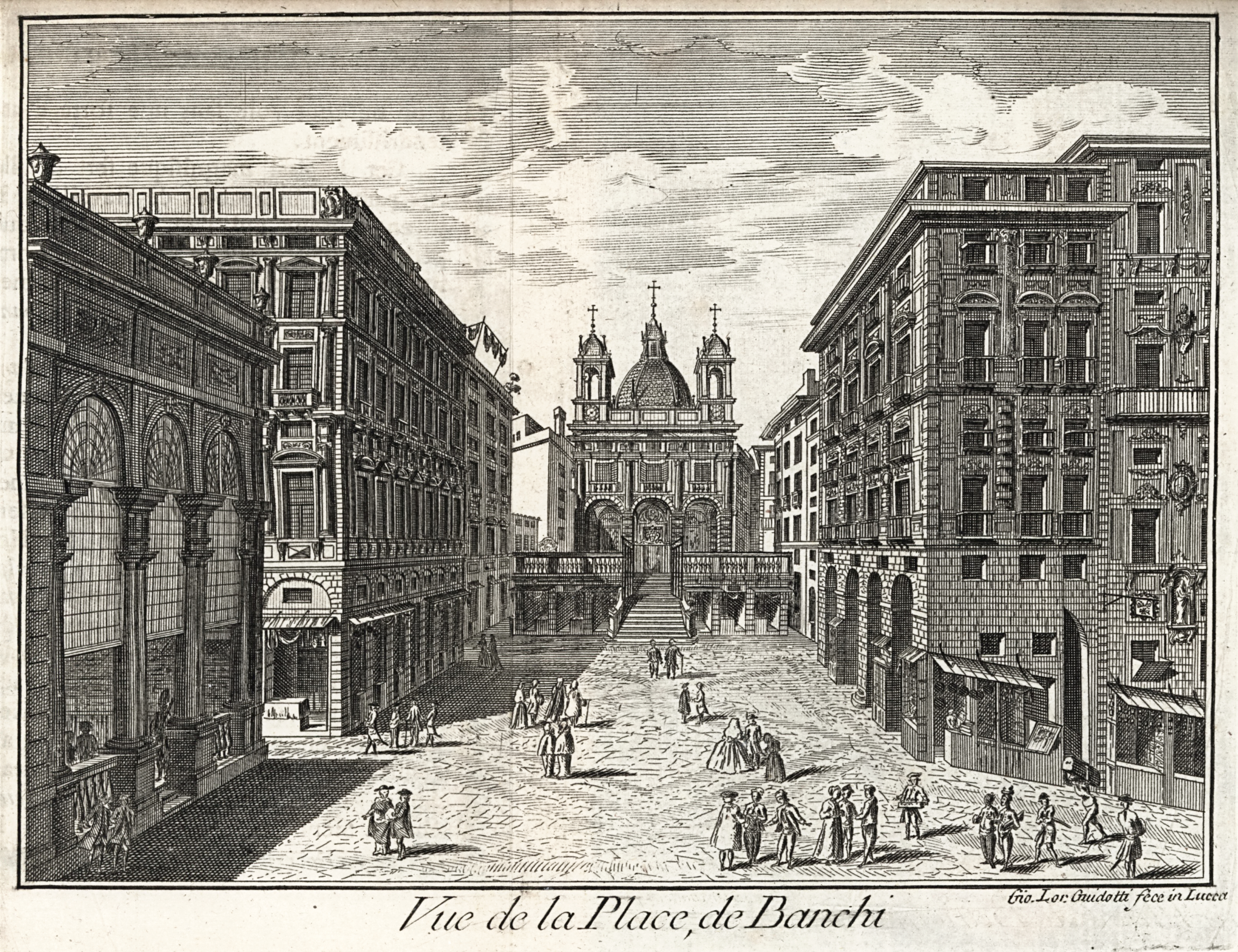
Piazza Banchi, in un'incisione pubblicata nel 1773

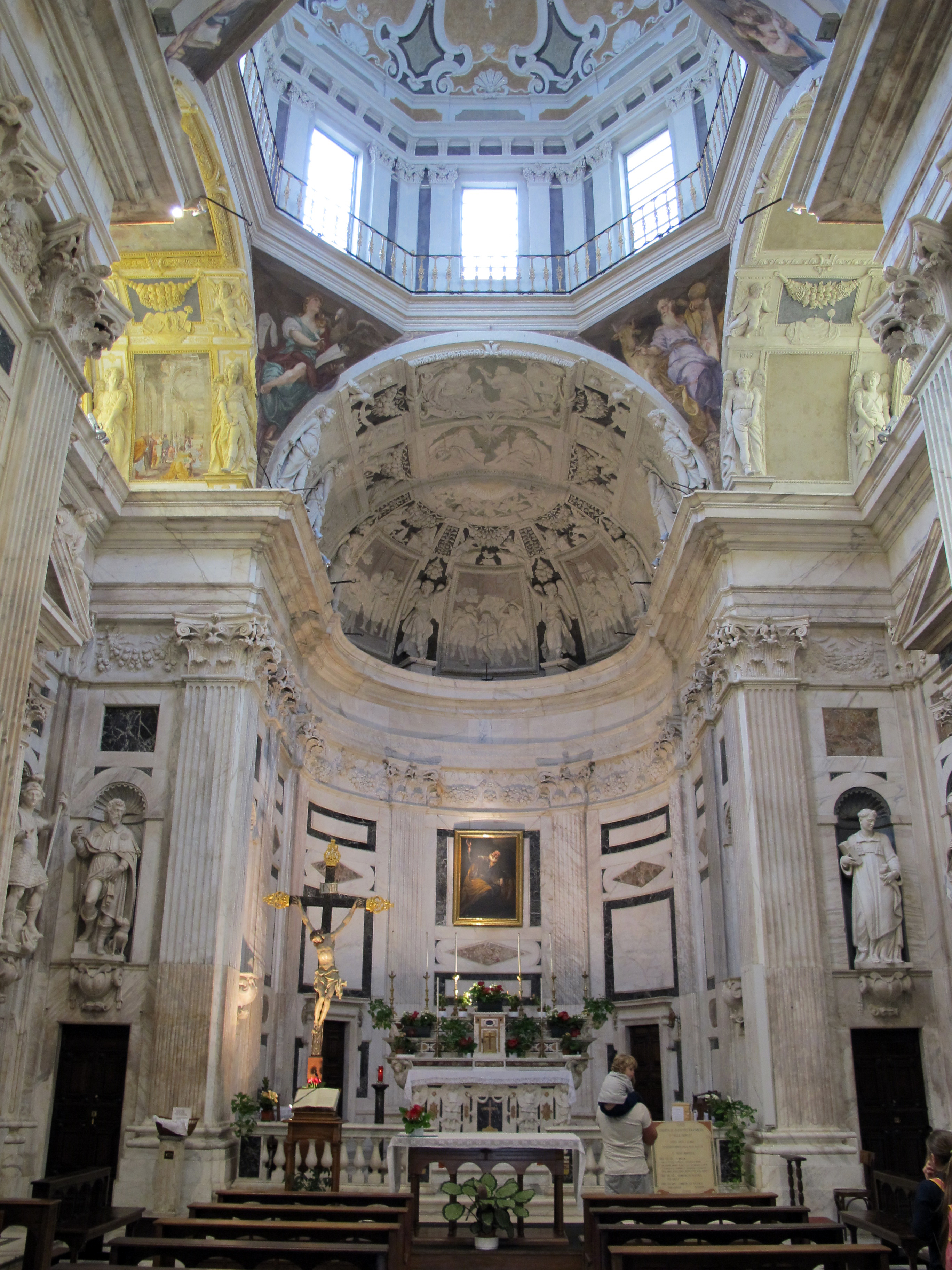
Interno della chiesa

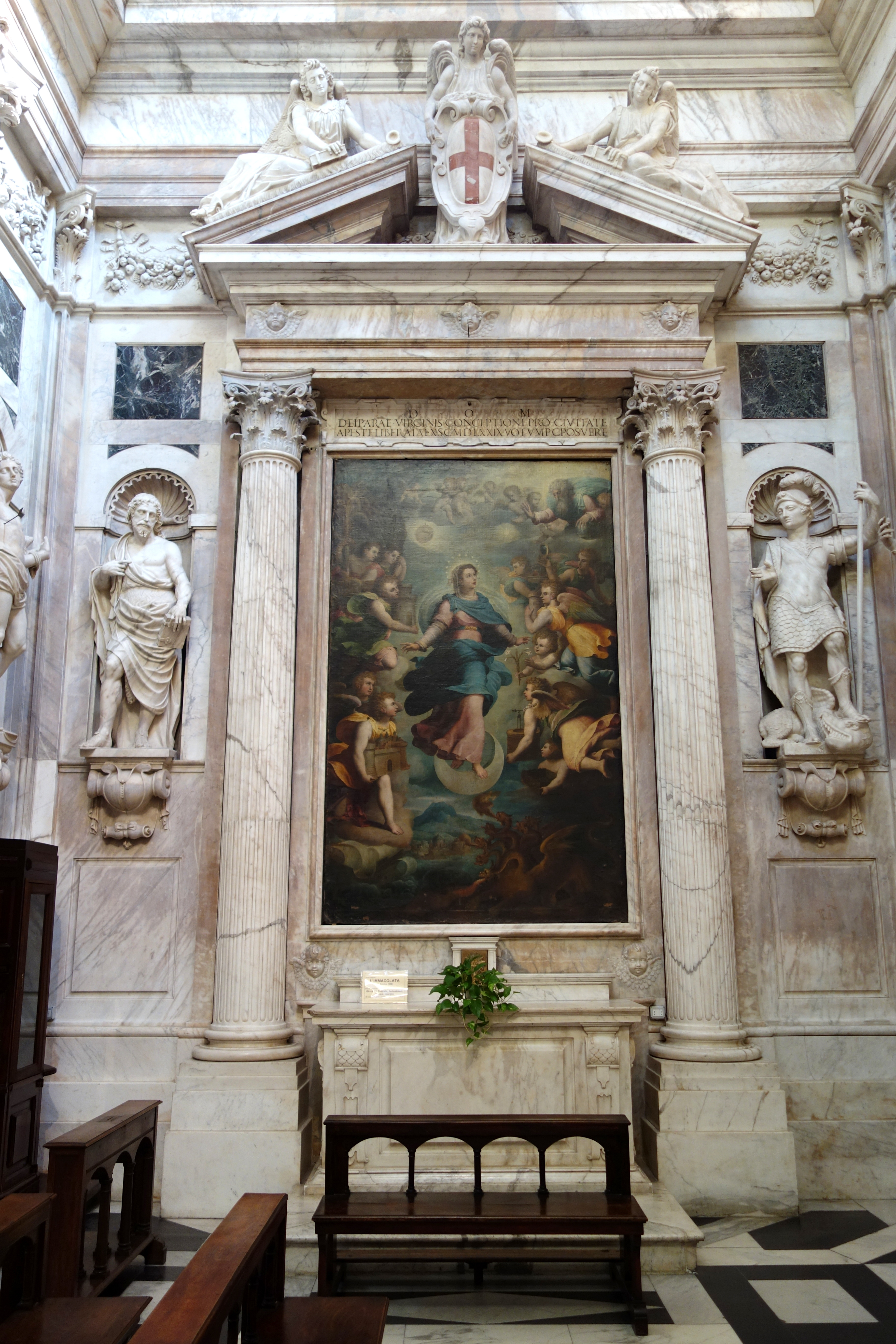
L'altare dell'Immacolata

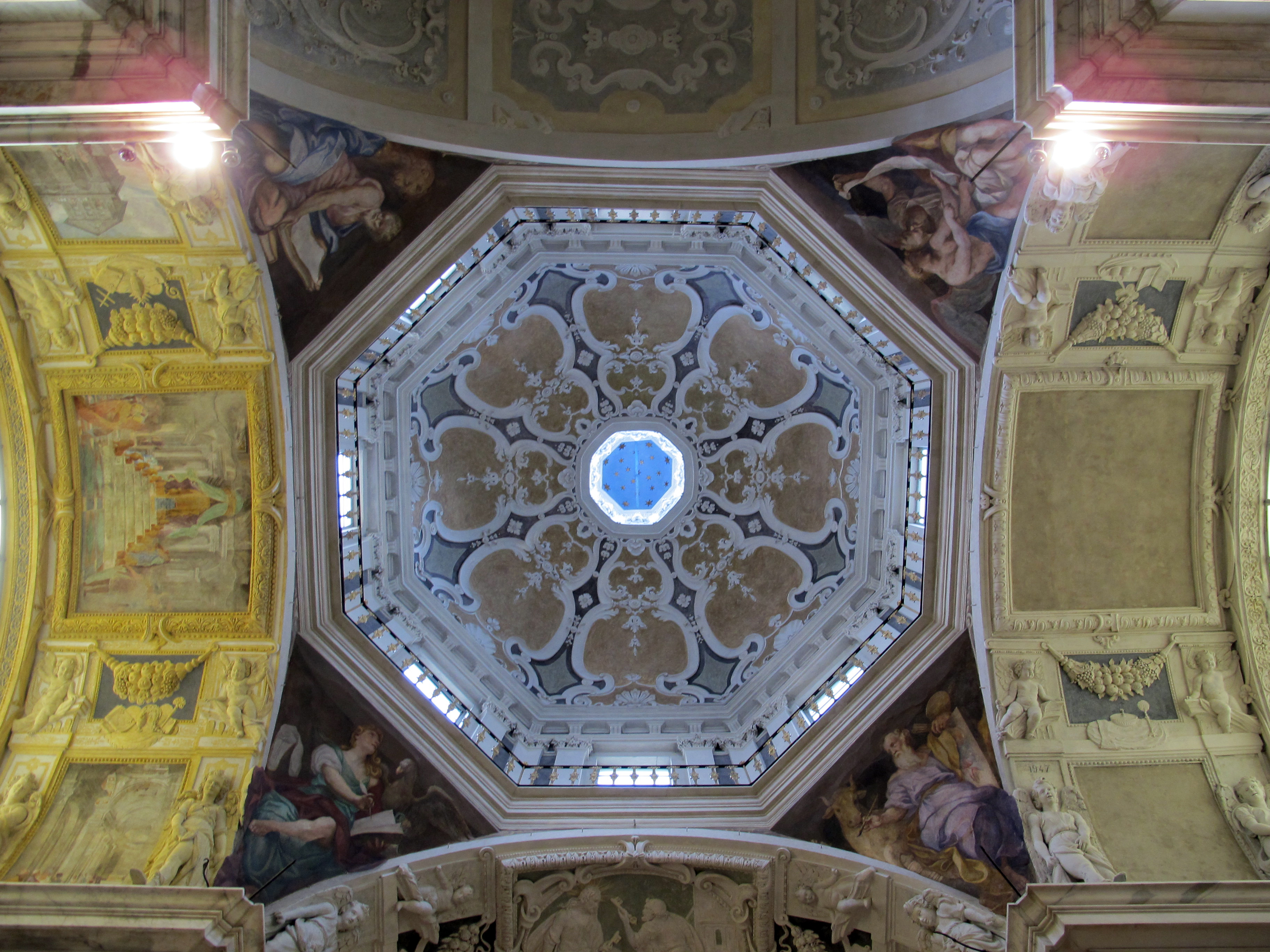
Gli affreschi nell'imponente cupola centrale

La chiesa di san Pietro in Banchi è uno dei tre edifici religiosi (gli altri sono la cattedrale di San Lorenzo e San Bernardo) fatti costruire in città dal governo della Repubblica di Genova.
Il progetto per la costruzione della chiesa, previsto nel quadro della sistemazione di piazza Banchi, prese avvio nel 1572. La costruzione fu finanziata, insieme alla vicina Loggia dei Mercanti, posteriore di pochi anni, con l'affitto e la vendita di alcune botteghe e magazzini posti sotto di essa. Questa circostanza obbligò Bernardino Cantone, responsabile degli interventi di rinnovamento urbanistico dell'epoca, a concepire un progetto di massima in cui la chiesa, collocata su una terrazza, rimanesse sopraelevata rispetto al livello della strada, con la facciata orientata in direzione nord in modo che il prospetto principale si affacciasse sulla piazza (e non verso ponente come la precedente).
Nel 1580, il Senato genovese decise di completare la chiesa, dedicandola a Maria Immacolata per adempiere a un voto legato alla fine dell'epidemia di peste del 1579. L'edificio, per la cui costruzione il comune aveva acquistato il palazzo dei Lomellini ed un'altra casa dei De Marini, fu portato a termine entro il 1585 da Andrea Ceresola, detto "Vannone" e da Giovanni Ponzello, successore del Cantone come architetto camerale.
Il 25 febbraio 1682 sulla scalinata della chiesa fu assassinato, probabilmente per motivi passionali, il musicista Alessandro Stradella, pugnalato da due sicari, inviati forse da un nobile veneziano o dal nobile genovese Giovan Battista Lomellini, anche se il mandante dell'omicidio non venne mai individuato.
Il 15 novembre 1942, durante la seconda guerra mondiale, un bombardamento aereo provocò ampi squarci nella facciata e nella volta e distrusse i due piccoli campanili sopra la facciata. La ricostruzione fu avviata nell'immediato dopoguerra, ripristinando l'aspetto precedente sulla base di fotografie e stampe che raffiguravano l'edificio.
Dopo un periodo di affidamento ai missionari della Consolata, la chiesa è stata abbandonata. Nei locali adiacenti alla chiesa è attivo dal 1984 il "Centro Banchi", che si definisce "una porta aperta per il dialogo e la ricerca", nato da un'iniziativa di don Marco Granara e di un gruppo di volontarie e volontari laici che in quell'anno ottennero dall'arcivescovo Giuseppe Siri la gestione dell'edificio per un suo recupero ad attività ecclesiali, culturali e interreligiose aperte alla cittadinanza. Nel 2014 sull'esperienza del Centro è nata un'esperienza di vita comunitaria a tempo per giovani. Il Centro animato dalla comunità giovani dà vita negli anni ad ospitalità, eventi, incontri, reti territoriali e iniziative sociopolitiche, artistiche, spirituali di vario genere. I volontari, oltre a tenere aperta la chiesa alle visite di turisti e cittadini, sono impegnati nell'ascolto di persone in difficoltà per metterle in contatto con le associazioni e gli operatori più adeguati alle loro necessità.

## Descrizione

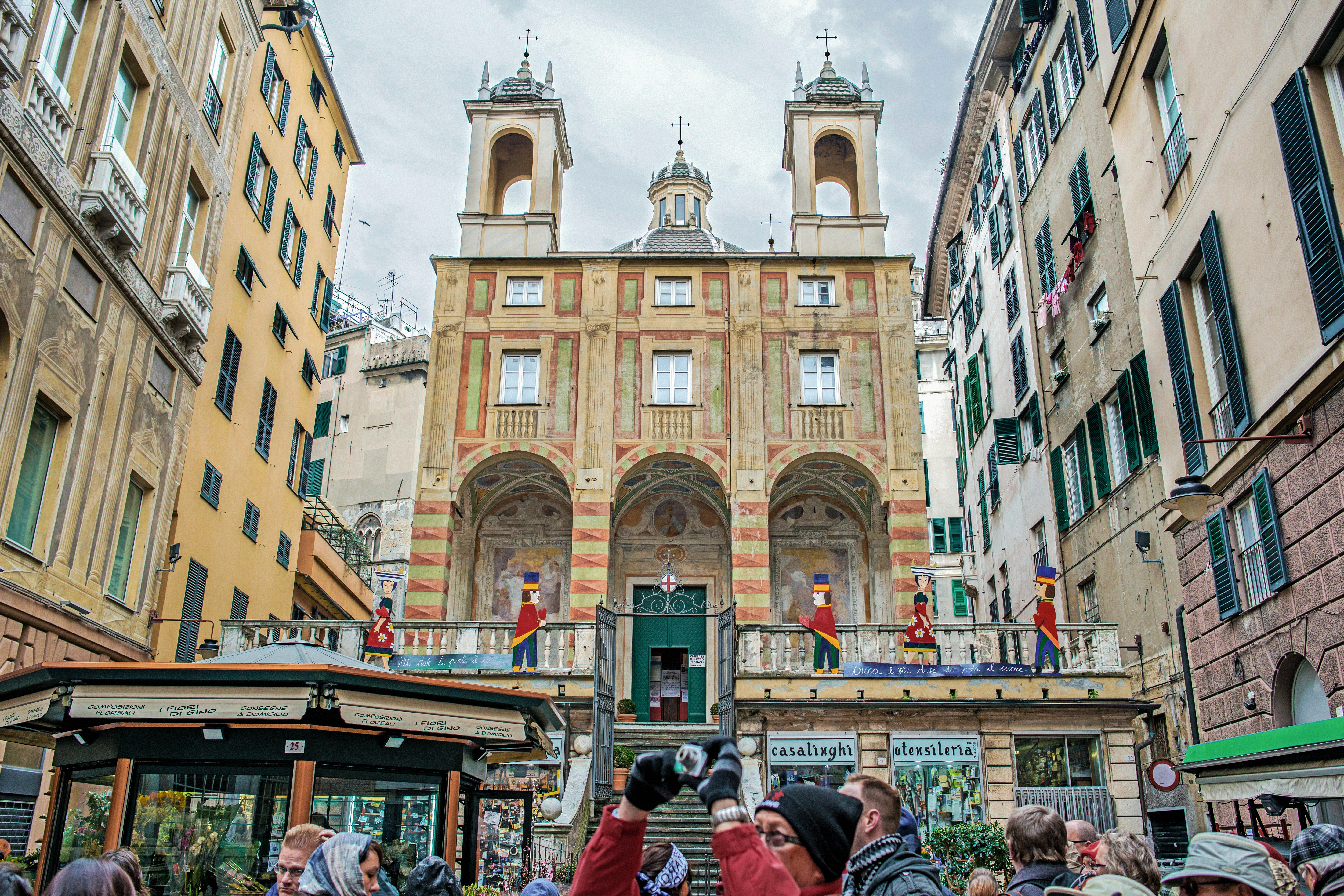
La chiesa come appare dall'animata piazza antistante

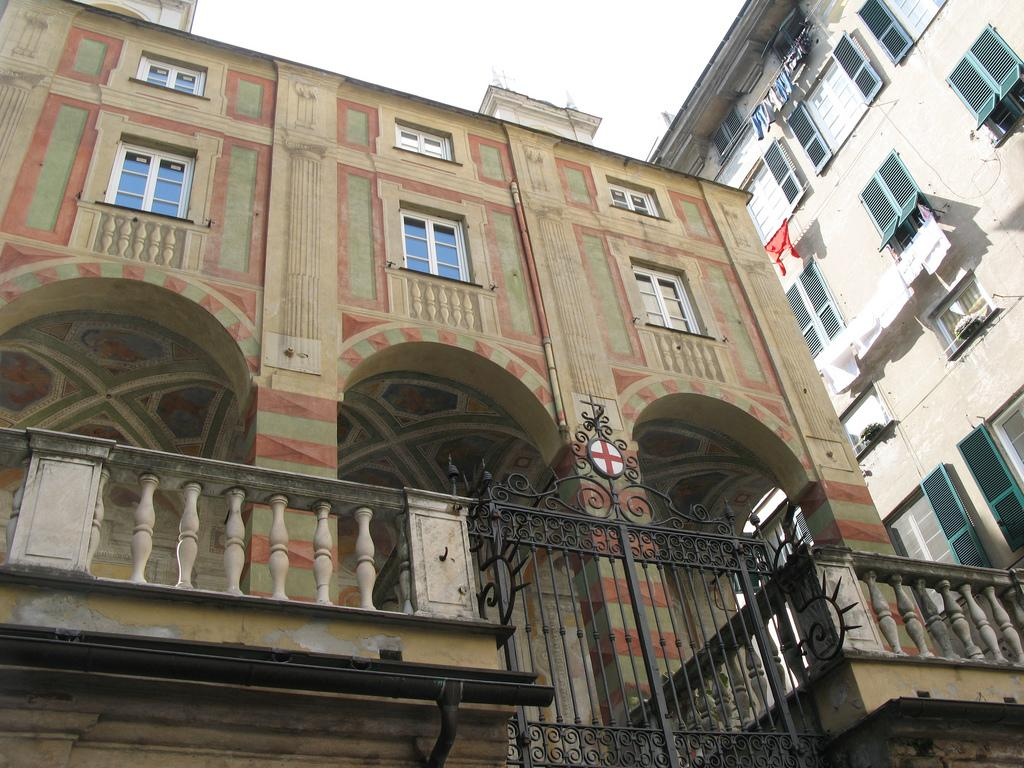
Particolare degli affreschi della facciata

Sopraelevata sul piano della piazza, la chiesa, a pianta centrale, con cupola e tre campanili (dei quattro previsti dal progetto originario), è costruita su un basamento che ospita negozi e magazzini.
La facciata, caratterizzata da un porticato a tre arcate con volte a crociera affrescate e da due piccoli campanili ai lati, è raccordata alla piazza da uno scenografico scalone. La decorazione della facciata, mai completata, fu sostituita da motivi architettonici affrescati, realizzati intorno alla metà del XVII secolo da Giovanni Battista Baiardo. I restanti prospetti sono invece totalmente privi di decorazioni e conservano l'intonaco rustico, colorato con tinte neutre. La chiesa è sormontata da una grande cupola ottagonale rivestita di scaglie d' ardesia e da un campanile, più grande dei due sopra la facciata, sul lato posteriore.
L'interno, rivestito in marmo bianco, con un'unica navata e quattro piccole cappelle, un'abside molto profonda e un breve transetto, è riccamente decorato con paraste corinzie e nobilitato dai bellissimi stucchi del coro (in cattivo stato di conservazione) capolavoro dell'urbinate Marcello Sparzo, raffiguranti le Storie della Passione, la SS. Trinità e la Consegna delle chiavi a S. Pietro.
Nella seconda cappella di sinistra, fatta costruire dal Senato come voto per la cessazione della peste del 1579, è collocata la tela dell'Immacolata, di Andrea Semino (1588), sovrastata da affreschi, assai deteriorati, di Andrea Ansaldo (Madonna in trono e Presentazione al Tempio, 1630); nelle nicchie alle pareti della cappella le statue dei santi Giovanni Battista e Giorgio (protettori della Repubblica), Sebastiano e Rocco (invocati contro la peste), realizzate da Taddeo Carlone e Daniele Casella. In alto lo stemma della città attesta che questa cappella apparteneva al comune di Genova.
Nella seconda cappella di destra, dedicata a San Giovanni Battista, Decollazione del Battista, pala del lucchese Benedetto Brandimarte (1590) e nelle nicchie, statue dei santi Stefano, Elisabetta, Zaccaria e Giovanni Evangelista, anch'esse opera di Taddeo Carlone e del Casella.
In condizioni non migliori dei dipinti murali dell'Ansaldo appaiono altri affreschi, che ornano il vestibolo (medaglie con santi e figure di angeli, opera di Giovanni Battista Baiardo, 1650) e i peducci della cupola (Evangelisti di Paolo Gerolamo Piola, fine XVII secolo).
Accanto all'altare maggiore, in marmo, un crocifisso settecentesco, recentemente restaurato.